# Campeonato de Fútbol del Guayas 1951
El Campeonato de Guayaquil de Fútbol 1951 fue el primer torneo de la Asoguayas de fútbol profesional a nivel provincial en Guayas en la historia.
Como origen en diciembre de 1950 se realizó el Torneo Promocional Asoguayas, en la que saldría como primer campeón del profesionalismo el conjunto del Barcelona, la entidad provincial decidió organizar un torneo que fuera sucesor de la Liga de Guayaquil  y se decidió organizar dicho torneo cuyo nombre sería el de Copa de Guayaquil, la organización del torneo sería en la que participaría los 6 equipos fundadores más los dos equipos que ascendieron en la serie B de la Liga de Guayaquil de 1950. 
El Reed Club y el campeón de la 1ª edición Río Guayas se retiraron tras la finalización de la misma.
El Río Guayas obtendría su primer título en el profesionalismo y el Patria obtendría su primer subcampeonato en la era profesional. Norte América jugaría la permanencia con el campeón de la Serie B, que fue U.D. Valdez, al final con la ausencia de Reed y Río Guayas, la Aso subiría de categoría a U.D. Valdez y al Panamá S.C. para la temporada 1952.
El goleador fue el argentino Juan Deleva del Río Guayas con 17 goles.

## Formato del Torneo
El campeonato de Guayaquil 1951 estará compuesto de 2 etapas en la jugaran 8 equipos en formato de todos contra todos en total se jugarán 56 partidos en 14 fechas el torneo de que se iniciará en julio, al finalizar dicha etapa el equipo mejor ubicado se clasificará como campeón del torneo de 1951, en la 2ª etapa será totalmente diferente; puesto que el equipo que termine último en las 14 jornadas deberá disputar un partido de promoción con el campeón de la Serie B del fútbol profesional del Guayas, para asegurar su cupo en la Serie A o su descenso a la Serie B de 1952.

## Equipos participantes
| Nombre del club | Ciudad    | Entrenador            | Estadio        | Capacidad |
| --------------- | --------- | --------------------- | -------------- | --------- |
| Barcelona       | Guayaquil | Alfonso Suárez Rizzo  | George Capwell | 11 000    |
| Emelec          | Guayaquil | Gregorio Juan Esperón | George Capwell | 11 000    |
| Everest         | Guayaquil | Pablo Ansaldo Garcés  | George Capwell | 11 000    |
| Norte América   | Guayaquil | Bandera de ?          | George Capwell | 11 000    |
| Patria          | Guayaquil | Carlos Orlandelli     | George Capwell | 11 000    |
| Reed Club       | Guayaquil | Jorge Muñoz Medina    | George Capwell | 11 000    |
| Río Guayas      | Guayaquil | Leonardo Chiriboga    | George Capwell | 11 000    |
| 9 de octubre    | Guayaquil | Bandera de ?          | George Capwell | 11 000    |

## Única Etapa

### Partidos y resultados
| Fecha 1      | Fecha 1   | Fecha 1          |
| Equipo Local | Resultado | Equipo Visitante |
| ------------ | --------- | ---------------- |
| Barcelona    | 4-2       | 9 de Octubre     |
| Emelec       | 2-0       | Norteamérica     |
| Río Guayas   | 4-4       | Everest          |
| Reed CF      | 1-5       | Patria           |

| Fecha 2      | Fecha 2   | Fecha 2          |
| Equipo Local | Resultado | Equipo Visitante |
| ------------ | --------- | ---------------- |
| 9 de octubre | 0-1       | Emelec           |
| Norteamérica | 1-0       | Barcelona        |
| Everest      | 3-0       | Reed CF          |
| Patria       | 2-3       | Río guayas       |

| Fecha 3      | Fecha 3   | Fecha 3          |
| Equipo Local | Resultado | Equipo Visitante |
| ------------ | --------- | ---------------- |
| Barcelona    | 2-1       | Everest          |
| Río Guayas   | 3-2       | Emelec           |
| Reed CF      | 3-3       | 9 de octubre     |
| Norteamérica | 1-2       | Patria           |

| Fecha 4      | Fecha 4   | Fecha 4          |
| Equipo Local | Resultado | Equipo Visitante |
| ------------ | --------- | ---------------- |
| Barcelona    | 3-1       | Emelec           |
| 9 de octubre | 2-2       | Río Guayas       |
| Patria       | 4-2       | Everest          |
| Reed CF      | 4-2       | Norteamérica     |

| Fecha 5      | Fecha 5   | Fecha 5          |
| Equipo Local | Resultado | Equipo Visitante |
| ------------ | --------- | ---------------- |
| Reed CF      | 2-1       | Emelec           |
| Río Guayas   | 1-2       | Barcelona        |
| Norteamérica | 3-3       | Everest          |
| 9 de octubre | 2-5       | Patria           |

| Fecha 6      | Fecha 6   | Fecha 6          |
| Equipo Local | Resultado | Equipo Visitante |
| ------------ | --------- | ---------------- |
| Patria       | 1-2       | Barcelona        |
| Everest      | 2-4       | Emelec           |
| Reed CF      | 2-4       | Río Guayas       |
| Norteamérica | 2-2       | 9 de octubre     |

| Fecha 7      | Fecha 7   | Fecha 7          |
| Equipo Local | Resultado | Equipo Visitante |
| ------------ | --------- | ---------------- |
| Barcelona    | 1-2       | Reed CF          |
| Emelec       | 2-2       | Patria           |
| Everest      | 3-1       | 9 de octubre     |
| Río Guayas   | 3-2       | Norteamérica     |

| Fecha 8      | Fecha 8   | Fecha 8          |
| Equipo Local | Resultado | Equipo Visitante |
| ------------ | --------- | ---------------- |
| 9 de octubre | 1-0       | Barcelona        |
| Norteamérica | 3-2       | Emelec           |
| Everest      | 1-3       | Río Guayas       |
| Patria       | 5-1       | Reed CF          |

| Fecha 9      | Fecha 9   | Fecha 9          |
| Equipo Local | Resultado | Equipo Visitante |
| ------------ | --------- | ---------------- |
| Barcelona    | 5-2       | Norteamérica     |
| Emelec       | 0-0       | 9 de octubre     |
| Reed CF      | 3-4       | Everest          |
| Río Guayas   | 2-2       | Patria           |

| Fecha 10     | Fecha 10  | Fecha 10         |
| Equipo Local | Resultado | Equipo Visitante |
| ------------ | --------- | ---------------- |
| Emelec       | 1-1       | Río Guayas       |
| Everest      | 3-2       | Barcelona        |
| 9 de octubre | 1-0       | Reed CF          |
| Patria       | 3-2       | Norteamérica     |

| Fecha 11     | Fecha 11  | Fecha 11         |
| Equipo Local | Resultado | Equipo Visitante |
| ------------ | --------- | ---------------- |
| Emelec       | 4-5       | Barcelona        |
| Río Guayas   | 5-0       | 9 de octubre     |
| Everest      | 4-3       | Patria           |
| Norteamérica | 2-5       | Reed CF          |

| Fecha 12     | Fecha 12  | Fecha 12         |
| Equipo Local | Resultado | Equipo Visitante |
| ------------ | --------- | ---------------- |
| Barcelona    | 1-1       | Río Guayas       |
| Emelec       | 6-3       | Reed CF          |
| Everest      | 4-2       | Norteamérica     |
| Patria       | 7-0       | 9 de octubre     |

| Fecha 13     | Fecha 13  | Fecha 13         |
| Equipo Local | Resultado | Equipo Visitante |
| ------------ | --------- | ---------------- |
| Barcelona    | 5-2       | Patria           |
| Emelec       | 3-2       | Everest          |
| Río Guayas   | 1-0       | Reed CF          |
| 9 de octubre | 2-6       | Norteamérica     |

| Fecha 14     | Fecha 14  | Fecha 14         |
| Equipo Local | Resultado | Equipo Visitante |
| ------------ | --------- | ---------------- |
| Barcelona    | 1-2       | Reed CF          |
| Emelec       | 2-2       | Patria           |
| Everest      | 3-1       | 9 de octubre     |
| Río Guayas   | 3-2       | Norteamérica     |

#### Tabla de posiciones
|  |  |    | Equipo        | PJ | PG | PE | PP | GF | GC | DG  | PTS |
|  |  | -- | ------------- | -- | -- | -- | -- | -- | -- | --- | --- |
|  |  | 1. | Río Guayas    | 14 | 8  | 3  | 3  | 36 | 23 | +13 | 19  |
|  |  | 2. | Patria        | 14 | 7  | 2  | 5  | 42 | 29 | +13 | 16  |
|  |  | 3. | Barcelona     | 14 | 7  | 2  | 5  | 33 | 24 | +9  | 16  |
|  |  | 4. | Everest       | 14 | 7  | 2  | 5  | 39 | 35 | +4  | 16  |
|  |  | 5. | Emelec        | 14 | 5  | 5  | 4  | 31 | 28 | +3  | 15  |
|  |  | 6. | Reed Club     | 14 | 5  | 1  | 8  | 28 | 39 | -11 | 11  |
|  |  | 7. | 9 de octubre  | 14 | 2  | 4  | 8  | 17 | 41 | -24 | 8   |
|  |  | 8. | Norte América | 14 | 2  | 2  | 10 | 30 | 40 | -10 | 6   |

 Pts=Puntos; PJ=Partidos jugados; G=Partidos ganados; E=Partidos empatados; P=Partidos perdidos; GF=Goles a favor; GC=Goles en contra; Dif=Diferencia de gol
|  | Campeón pero se retiró del siguiente torneo. |
|  | Subcampeón.                                  |
|  | Se retiró del siguiente torneo.              |

### Evolución de la clasificación
| Equipo        | 01 | 02 | 03 | 04 | 05 | 06 | 07 | 08 | 09 | 10 | 11 | 12 | 13 | 14 |
| ------------- | -- | -- | -- | -- | -- | -- | -- | -- | -- | -- | -- | -- | -- | -- |
| Río Guayas    | 4  | 3  | 1  |    |    |    |    |    |    |    |    |    |    | 1  |
| Patria        | 1  | 4  | 2  |    |    |    |    |    |    |    |    |    |    | 2  |
| Barcelona     | 2  | 5  | 4  |    |    |    |    |    |    |    |    |    |    | 3  |
| Everest       | 5  | 2  | 5  |    |    |    |    |    |    |    |    |    |    | 4  |
| Emelec        | 3  | 1  | 3  |    |    |    |    |    |    |    |    |    |    | 5  |
| Reed Club     | 8  | 8  | 8  |    |    |    |    |    |    |    |    |    |    | 6  |
| 9 de octubre  | 7  | 7  | 7  |    |    |    |    |    |    |    |    |    |    | 7  |
| Norte América | 6  | 6  | 6  |    |    |    |    |    |    |    |    |    |    | 8  |

|  |

### Campeón
|                        |
| Río Guayas 1.er Título |

| Predecesor: Ninguno | Copa de Guayaquil I Edición | Sucesor: 1952 |

- Datos: Q22082664